# Skeyes

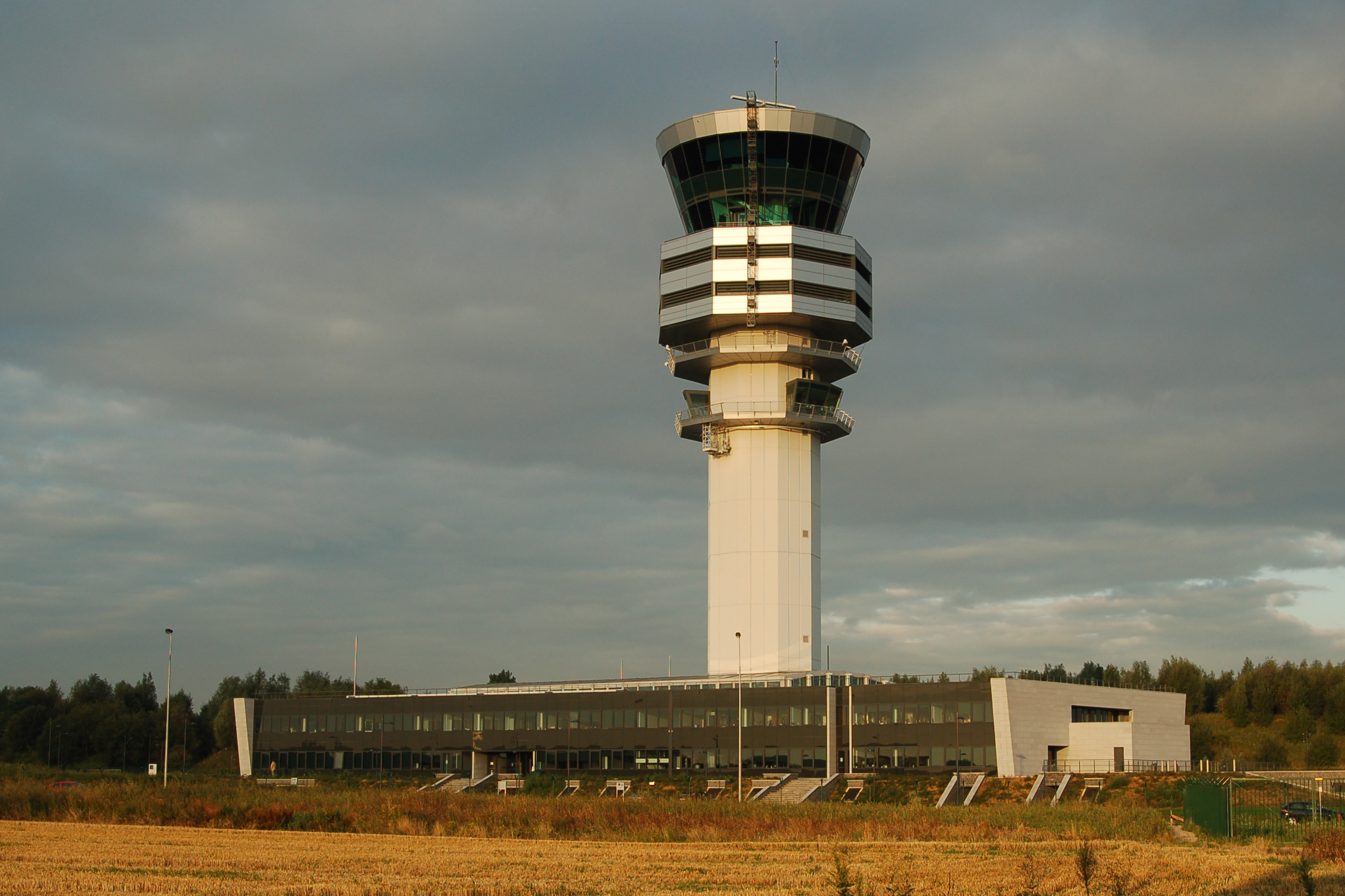
Tour de contrôle de l'aéroport de Bruxelles (EBBR), à Steenokkerzeel.

Skeyes est l’entreprise publique autonome belge chargée du contrôle du trafic aérien, de la formation des contrôleurs aériens et personnel technique, et de l'installation et de l'entretien de l'infrastructure de navigation aérienne dans la zone dont la Belgique est responsable. 
La société prend ce nom en 2018. Elle est issue de l'ancienne régie des voies aériennes renommée  'Belgocontrol en 1998.

## Histoire
Le savoir-faire, le matériel et l'infrastructure nécessaires ont été initialement générés et rassemblés par la Régie des voies aériennes, un parastatal du Ministère des communications créé peu après la seconde guerre mondiale resté en activité jusqu'en 1998.

## Missions
Ses missions consistent notamment à garantir la sécurité dans l'espace aérien belge et dans les aéroports publics et de contrôler les mouvements sur et autour de l'aéroport national de Bruxelles, mais aussi autour des aéroports régionaux d'Anvers, Charleroi, Liège et Ostende. Par ailleurs, Skeyes communique aux autorités (police, inspection aéroportuaire et compagnies aériennes) les informations indispensables relatives au trafic aérien et certaines données météorologiques.

## Partenariats
Skeyes est membre de l’organisation internationale CANSO.
Une partie des responsabilités et des moyens a été confiée à Eurocontrol, comme le contrôle de l'espace aérien au-dessus du niveau de vol FL245. C'est également le cas pour les Pays-Bas, le Luxembourg et l'Allemagne du Nord-Ouest. 

## Installations
Le centre opérationnel se trouve au CANAC à Steenokkerzeel, sur le site de l'aéroport de Bruxelles-National.